# Alloleptis tersus
Alloleptis tersus är en tvåvingeart som beskrevs av Nagotomi och Saigusa 1982. Alloleptis tersus ingår i släktet Alloleptis och familjen snäppflugor. Inga underarter finns listade i Catalogue of Life.